# Phó tiến sĩ

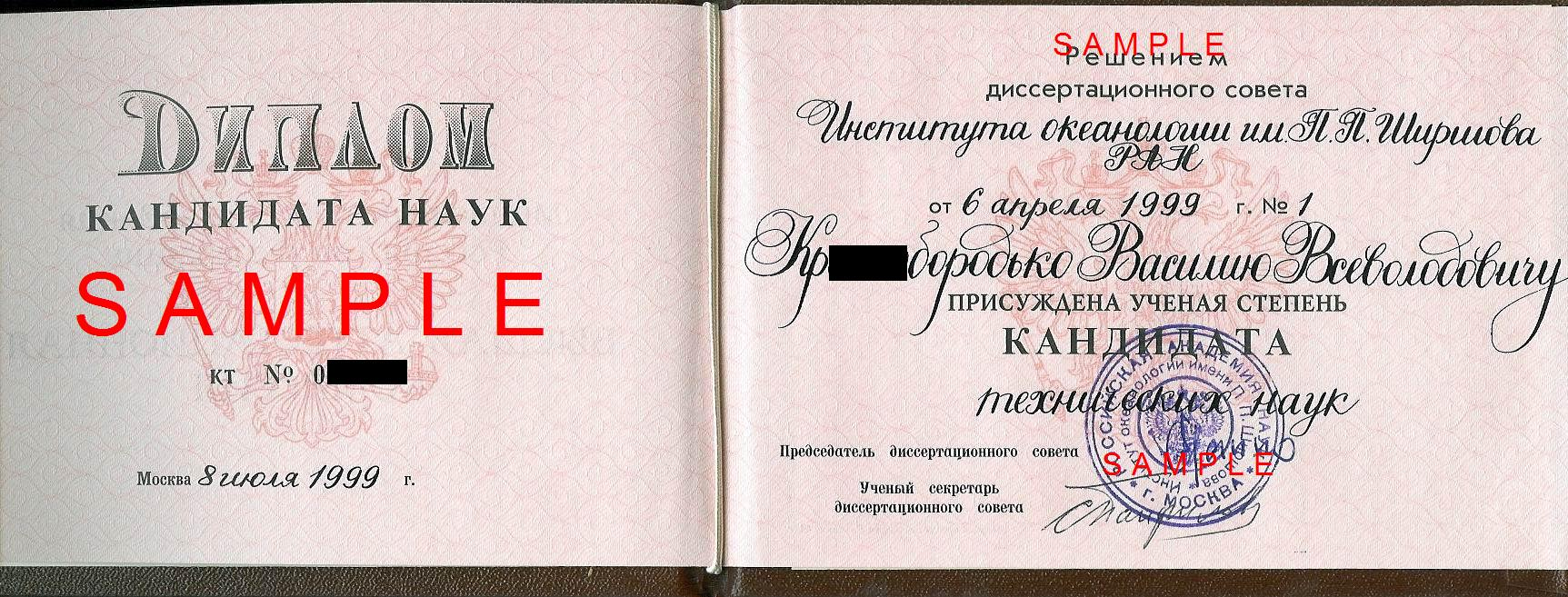
Kandidat nauk (Candidate of Sciences) Diploma

Kandidat nauk hay candidate khoa học (tiếng Nga: кандидат наук) là học vị tiến sĩ bậc đầu tiên ở Liên Xô và các nước Đông Âu (khác với học vị tiến sĩ khoa học, doktor nauk, là một cấp cao hơn), đầu tiên được lập ra ngày 13 tháng 1 năm 1934 theo Quyết định của Hội đồng Ủy viên Nhân dân Liên Xô (còn gọi là chính phủ). Bằng Kandidat nauk sau đó được xem tương đương với bằng tiến sĩ ở Mỹ, Anh và các nước khác.

## Quy trình đào tạo
Nghiên cứu sinh cần phải trải qua kỳ thi gọi là kandidat minimum (tiếng Nga: кандидатский минимум) và bảo vệ bài luận. Ở Liên Xô, kandidat minimum bao gồm các môn chuyên ngành, môn ngoại ngữ tự chọn và môn Chủ nghĩa xã hội khoa học. Ở Nga hiện nay, môn chủ nghĩa xã hội khoa học được thay bằng môn triết học.
Việc nghiên cứu được thực hiện với sự hướng dẫn của người hướng dẫn khoa học (khác với doktor nauk là phải tự nghiên cứu độc lập mà không có người hướng dẫn) tại một cơ sở đào tạo như trường đại học, viện nghiên cứu hoặc cũng có thể được thực hiện mà không cần phải liên quan trực tiếp với cơ sở đào tạo. Trong các trường hợp ngoại lệ, bằng Kandidat có thể được trao nếu người học có nhiều công trình nghiên cứu có chất lượng được xuất bản.
Bài luận được trình bày (hoặc bảo vệ) tại các viện khoa học hoặc cơ sở đào tạo có uy tín trước một Hội đồng Khoa học gồm khoảng 20 nhà khoa học và chuyên gia đầu ngành. Tại buổi bảo vệ, bài luận được trình bày vắn tắt cùng với các công bố khóa học cũng như ý kiến của các phản biện. Với hơn 75% sự tán thành bằng phiếu kín của các ủy viên hội đồng, bài luận được thông qua và sau đó sẽ được trình lên Vysshaya attestacionnaya komissiya (VAK), một cơ quan trực thuộc chính phủ, (tiếng Nga: высшая аттестационная комиссия (ВАК), tạm dịch tiếng Việt: Ủy ban Chứng nhận cấp cao) để phê chuẩn.

## Khái niệm "phó tiến sĩ" ở Việt Nam
Phó tiến sĩ là tên của một học vị cấp tiến sĩ được gọi ở Việt Nam trước thời điểm có hiệu lực của Luật Giáo dục năm 1998 . Học vị này tương ứng với học vị Kandidat nauk vì khi đó Việt Nam có hệ thống văn bằng sau đại học giống với hệ thống của Liên Xô và các nước Đông Âu cũ. Hiện nay, học vị này được gọi là tiến sĩ trong khi học vị tiến sĩ theo kiểu cũ được gọi là tiến sĩ khoa học.